# Саломінао
Саломінао (груз. სალმინაო) — село в Грузії.
За даними перепису населення 2014 року в селі проживає 782 особи.